# 金原沙織
金原 沙織（かねはら さおり、1987年9月14日 -
）は、福岡県出身の日本のバスケットボール選手である。ポジションはポイントガード。

## 人物
関西外国語大学在学時にチームのリーグ2部から1部への昇格に貢献。4年次には全日本大学バスケットボール選手権大会で6位。
大学を卒業した2010年、山梨クィーンビーズに入団。Wリーグ2012-13シーズンにフリースロー賞（成功率94.29％）を受賞。
トヨタ自動車アンテロープスの金原彩姫の姉

## 経歴
- 福岡市立下山門小学校 - 福岡市立下山門中学校 - 精華女子高等学校 - 関西外国語大学 - 山梨クィーンビーズ（2010年～2014年）